# Grand Prix Belgii 1964
Grand Prix Belgii 1964 (oryg. Grand Prix de Belgique) – 3. runda Mistrzostw Świata Formuły 1 w sezonie 1964, która odbyła się 14 czerwca 1964, po raz 13. na torze Spa-Francorchamps.
24. Grand Prix Belgii, 13. zaliczane do Mistrzostw Świata Formuły 1.

## Wyniki

### Kwalifikacje
Źródło: statsf1.com
| P  | Nr | Kierowca           | Konstruktor(-silnik) | Opony | Czas   | Odstęp | Strata |
| -- | -- | ------------------ | -------------------- | ----- | ------ | ------ | ------ |
| 1  | 15 | Dan Gurney         | Brabham-Climax       | D     | 3:50,9 | –      | –      |
| 2  | 1  | Graham Hill        | BRM                  | D     | 3:52,7 | +1,8   | +1,8   |
| 3  | 14 | Jack Brabham       | Brabham-Climax       | D     | 3:52,8 | +0,1   | +1,9   |
| 4  | 24 | Peter Arundell     | Lotus-Climax         | D     | 3:52,8 | +0,0   | +1,9   |
| 5  | 10 | John Surtees       | Ferrari              | D     | 3:55,2 | +2,4   | +4,3   |
| 6  | 23 | Jim Clark          | Lotus-Climax         | D     | 3:56,2 | +1,0   | +5,3   |
| 7  | 20 | Bruce McLaren      | Cooper-Climax        | D     | 3:56,2 | +0,0   | +5,3   |
| 8  | 2  | Richie Ginther     | BRM                  | D     | 3:57,2 | +1,0   | +6,3   |
| 9  | 11 | Lorenzo Bandini    | Ferrari              | D     | 3:58,8 | +1,6   | +7,9   |
| 10 | 29 | Peter Revson       | Lotus-BRM            | D     | 3:59,9 | +1,1   | +9,0   |
| 11 | 27 | Chris Amon         | Lotus-BRM            | D     | 4:00,1 | +0,2   | +9,2   |
| 12 | 4  | Trevor Taylor      | BRP-BRM              | D     | 4:00,2 | +0,1   | +9,3   |
| 13 | 17 | Jo Siffert         | Brabham-BRM          | D     | 4:02,7 | +2,5   | +11,8  |
| 14 | 16 | Jo Bonnier         | Brabham-BRM          | D     | 4:02,7 | +0,0   | +11,8  |
| 15 | 21 | Phil Hill          | Cooper-Climax        | D     | 4:02,8 | +0,1   | +11,9  |
| 16 | 3  | Innes Ireland      | BRP-BRM              | D     | 4:04,0 | +1,2   | +13,1  |
| 17 | 6  | Giancarlo Baghetti | BRM                  | D     | 4:07,6 | +3,6   | +16,7  |
| 18 | 7  | Tony Maggs         | BRM                  | D     | 4:07,8 | +0,2   | +16,9  |
| 19 | 18 | Bob Anderson       | Brabham-Climax       | D     | 4:08,5 | +0,7   | +17,6  |
| 20 | 28 | André Pilette      | Scirocco-Climax      | D     | 4:22,9 | +14,4  | +32,0  |
| P  | Nr | Kierowca           | Konstruktor(-silnik) | Opony | Czas   | Odstęp | Strata |

### Wyścig
Źródła: statsf1.com
| P                                                     | + / –     | Nr | Kierowca            | Konstruktor     | Opony | Okr. | Czas / Strata | Komentarz                |
| ----------------------------------------------------- | --------- | -- | ------------------- | --------------- | ----- | ---- | ------------- | ------------------------ |
| 1                                                     | 5         | 23 | Jim Clark           | Lotus-Climax    | D     | 32   | 2:06:40,5     |                          |
| 2                                                     | 5         | 20 | Bruce McLaren       | Cooper-Climax   | D     | 32   | +3,4          |                          |
| 3                                                     | Bez zmian | 14 | Jack Brabham        | Brabham-Climax  | D     | 32   | +48,1         |                          |
| 4                                                     | 4         | 2  | Richie Ginther      | BRM             | D     | 32   | +1:58,6       |                          |
| 5                                                     | 3         | 1  | Graham Hill         | BRM             | D     | 31   | +1 okr.       | brak paliwa              |
| 6                                                     | 5         | 15 | Dan Gurney          | Brabham-Climax  | D     | 31   | +1 okr.       | brak paliwa              |
| 7                                                     | 5         | 4  | Trevor Taylor       | BRP-BRM         | D     | 31   | +1 okr.       |                          |
| 8                                                     | 9         | 6  | Giancarlo Baghetti  | BRM             | D     | 31   | +1 okr.       |                          |
| 9                                                     | 5         | 24 | Peter Arundell      | Lotus-Climax    | D     | 28   | +4 okr.       | przegrzanie              |
| 10                                                    | 6         | 3  | Innes Ireland       | BRP-BRM         | D     | 28   | +4 okr.       |                          |
| Niesklasyfikowani                                     |           |    |                     |                 |       |      |               |                          |
|                                                       |           | 17 | Jo Siffert          | Brabham-BRM     | D     | 14   | +18 okr.      | silnik                   |
|                                                       |           | 21 | Phil Hill           | Cooper-Climax   | D     | 13   | +19 okr.      | korbowód                 |
|                                                       |           | 11 | Lorenzo Bandini     | Ferrari         | D     | 12   | +20 okr.      | silnik                   |
|                                                       |           | 28 | André Pilette       | Scirocco-Climax | D     | 11   | +21 okr.      | silnik                   |
|                                                       |           | 16 | Jo Bonnier          | Brabham-BRM     | D     | 8    | +24 okr.      | złe samopoczucie         |
|                                                       |           | 27 | Chris Amon          | Lotus-BRM       | D     | 3    | +29 okr.      | korbowód                 |
|                                                       |           | 10 | John Surtees        | Ferrari         | D     | 4    | +28 okr.      | silnik                   |
| Zdyskwalifikowani                                     |           |    |                     |                 |       |      |               |                          |
|                                                       |           | 29 | Peter Revson        | Lotus-BRM       | D     | 28   | +4 okr.       | start na popych          |
| Nie wystartowali / niedopuszczeni do ponownego startu |           |    |                     |                 |       |      |               |                          |
|                                                       |           | 7  | Tony Maggs          | BRM             | D     | 0    |               | silnik                   |
|                                                       |           | 18 | Bob Anderson        | Brabham-Climax  | D     | 0    |               | zapłon                   |
|                                                       |           | 8  | Maurice Trintignant | BRM             | D     | 0    |               | wycofał się              |
|                                                       |           | 19 | Ronnie Bucknum      | Honda           | D     | 0    |               | brak sprawnego samochodu |
|                                                       |           | 26 | Mike Hailwood       | Lotus-BRM       | D     | 0    |               | choroba                  |
| P                                                     | + / –     | Nr | Kierowca            | Konstruktor     | Opony | Okr. | Czas / Strata | Komentarz                |

### Najszybsze okrążenie
Źródło: statsf1.com
| Nr | Kierowca   | Konstruktor    | Czas   | Okr. |
| -- | ---------- | -------------- | ------ | ---- |
| 15 | Dan Gurney | Brabham-Climax | 3:49,2 | 27   |

### Prowadzenie w wyścigu
Źródło: statsf1.com
| Nr                              | Kierowca     | Konstruktor    | Okrążenia | Suma |
| ------------------------------- | ------------ | -------------- | --------- | ---- |
| 15                              | Dan Gurney   | Brabham-Climax | 1-2, 4-29 | 28   |
| 1                               | Graham Hill  | BRM            | 30-31     | 2    |
| 10                              | John Surtees | Ferrari        | 3         | 1    |
| 23                              | Jim Clark    | Lotus-Climax   | 32        | 1    |
| \| Wykres \| \| ------ \| \| \| |              |                |           |      |
| Wykres                          |              |                |           |      |
|                                 |              |                |           |      |

## Klasyfikacja po wyścigu
Pierwsza szóstka otrzymywała punkty według klucza 9-6-4-3-2-1. Liczone było tylko 6 najlepszych wyścigów danego kierowcy.
Uwzględniono tylko kierowców, którzy zdobyli jakiekolwiek punkty
| P  | +/− | Kierowca       | Starty | Punkty | P1 | P2 | P3 | PP | NO | NS |
| -- | --- | -------------- | ------ | ------ | -- | -- | -- | -- | -- | -- |
| 1  | 0   | Jim Clark      | 3      | 21     | 2  | –  | –  | 1  | 1  | –  |
| 2  | −1  | Graham Hill    | 3      | 14     | 1  | –  | –  | –  | 1  | –  |
| 3  | +1  | Richie Ginther | 3      | 9      | –  | 1  | –  | –  | –  | –  |
| 4  | −1  | Peter Arundell | 3      | 8      | –  | –  | 2  | –  | –  | –  |
| 5  | N   | Bruce McLaren  | 3      | 6      | –  | 1  | –  | –  | –  | 1  |
| 6  | −1  | John Surtees   | 3      | 6      | –  | 1  | –  | –  | –  | 2  |
| 7  | N   | Jack Brabham   | 3      | 4      | –  | –  | 1  | –  | –  | 2  |
| 8  | −2  | Jo Bonnier     | 3      | 2      | –  | –  | –  | –  | –  | 1  |
| 9  | −2  | Chris Amon     | 2      | 2      | –  | –  | –  | –  | –  | 1  |
| 10 | −2  | Bob Anderson   | 2      | 1      | –  | –  | –  | –  | –  | –  |
| 11 | −2  | Mike Hailwood  | 3      | 1      | –  | –  | –  | –  | –  | –  |
| 12 | N   | Dan Gurney     | 3      | 1      | –  | –  | –  | 2  | 1  | 2  |
| P  | +/− | Kierowca       | Starty | Punkty | P1 | P2 | P3 | PP | NO | NS |

### Konstruktorzy
Tylko jeden, najwyżej uplasowany kierowca danego konstruktora, zdobywał dla niego punkty. Również do klasyfikacji zaliczano 6 najlepszych wyników.
| P                 | +/− | Konstruktor     | Starty | Punkty | P1 | P2 | P3 | PP | NO | NS |
| ----------------- | --- | --------------- | ------ | ------ | -- | -- | -- | -- | -- | -- |
| 1                 | 0   | Lotus-Climax    | 6      | 22     | 2  | –  | 2  | 1  | 1  | –  |
| 2                 | 0   | BRM             | 9      | 15     | 1  | 1  | –  | –  | 1  | 1  |
| 3                 | +2  | Cooper-Climax   | 7      | 8      | –  | 1  | –  | –  | –  | 2  |
| 4                 | −1  | Ferrari         | 6      | 6      | –  | 1  | –  | –  | –  | 4  |
| 5                 | +1  | Brabham-Climax  | 8      | 5      | –  | –  | 1  | 2  | 1  | 4  |
| 6                 | −2  | Lotus-BRM       | 6      | 3      | –  | –  | –  | –  | –  | 2  |
| Niesklasyfikowani |     |                 |        |        |    |    |    |    |    |    |
|                   |     | BRP-BRM         | 3      | 0      | –  | –  | –  | –  | –  | 1  |
|                   |     | Brabham-BRM     | 4      | 0      | –  | –  | –  | –  | –  | 2  |
|                   |     | Scirocco-Climax | 1      | 0      | –  | –  | –  | –  | –  | 1  |
|                   |     | Porsche         | 1      | 0      | –  | –  | –  | –  | –  | 1  |
| P                 | +/− | Kierowca        | Starty | Punkty | P1 | P2 | P3 | PP | NO | NS |